# Philippe des Essarts
Philippe des Essarts,  mort le 14 octobre 1426, est un prélat français du XVe siècle. Il est le fils de Philippe des Essarts, sieur de  Thieux dans le diocèse de Meaux et de Glatigny dans la vallée du Gally (Val de Gallie), et de Marie de Bucy.

## Biographie
Philippe des Essarts  est licencié en droit, chanoine et grand-chantre de Rouen, archidiacre de Soissons et  chanoine de  Tournai. Quelques auteurs croient qu'il est nommé au siège épiscopal de l'église de Tournai et que Pierre des Essarts, étant venu en Bourgogne avec Jean de Thoisy, propose à celui-ci de permuter. Quoi qu'il en soit, Philippe des Essarts est élu évêque d'Auxerre en 1410.
Philippe des Essarts a d'affligeants démêlés avec son chapitre à propos de la juridiction, et avec le doyen auquel il conteste le droit de porter le rochet. Il va jusqu'à excommunier les chanoines, et ceux-ci l'excommunient à leur tour.

Il excommunie Pierre Aulard, abbé de Saint-Marien d'Auxerre, pour n'avoir pas assisté au synode de 1423.
Sous son épiscopat l'édification du portail de la cathédrale, du côté de l'évêché, est commencée en 1415.